# ۲٬۶-دی‌آمینوپورین
۲،۶-دی‌آمینوپورین (به انگلیسی: 2,6-Diaminopurine) یک ترکیب شیمیایی با شناسه پاب‌کم ۳۰۹۷۶ است. شکل ظاهری این ترکیب، پودر بلورین زرد و سفید است.